# Crvena zvijezda
Crvena zvijezda (nekad i petokraka) je petokraka zvijezda, simbol komunizma kao i općenito socijalizma. Značenje pet krakova nije do kraja razjašnjeno. Postoje pretpostavke da simbolizira pet prstiju na rukama radnika, pet kontinenata, pet socijalnih grupa koje bi vodile Rusiju do komunizma (mladost, vojska, industrijalci, poljoprivrednici i inteligencija). Crvena zvijezda je također predstavljala SSSR pod vodstvom komunističke partije zajedno uz srp i čekić. 
Crvena zvijezda se često koristila na zastavama i grbovima pojedinih država i teritorija (npr. zastava SFRJ), ali i danas je neke zemlje koriste (npr. Grb Sjeverne Koreje).

## Status u Hrvatskoj
Tijekom i nakon Drugog svjetskog rata, zvijezdu koriste partizanski borci, a nakon uspostavljanja FNRJ 1945. prihvaćena je kao simbol na državnoj zastavi i grbu te na zastavama i grbovima svake od jugoslavenskih republika. Također, ona se pojavljuje na brojnim grbovima ostalih udruga i organizacija.

## Pravni status
U brojnim državama u tranziciji čiji su stanovnici doba   realsocijalizma doživjeli kao totalitarnu diktaturu javno isticanje crvene zvijezde ili srpa i čekića kao određenih simbola prošlosti zajedno sa simbolima drugih dikatorskih sustava (kao primjerice i kukasti križ) zakonski je zabranjeno.
Određene zakonske propise su donijele primjerice Latvija, Turska, Poljska i Litva. U Mađarskoj je zabranjeno javno isticanje srpa i čekića i crvene zvijezde.